# A ty siej
A ty siej (podtytuł Piosenki Jacka Kaczmarskiego) – album zespołu Habakuk, który ukazał się w marcu 2007, zawierający utwory Jacka Kaczmarskiego nagrane w style reggae.
W nagraniach wzięli udział Muniek Staszczyk, Mateusz Pospieszalski, Antoni „Ziut” Gralak, Anna Witczak (z zespołu Dikanda), Jerzy Mercik (Śmierć Kliniczna i R.A.P.), Jarek Bester (lider The Cracow Klezmer Band) oraz gość specjalny: Patrycja Kaczmarska – córka Jacka Kaczmarskiego.
Premiera płyty zbiegła się z 50. rocznicą urodzin Jacka Kaczmarskiego, a materiał z płyty został wykonany w trakcie specjalnego koncertu premierowego w Programie 3 Polskiego Radia.
Pierwsza wersja utworu Mury opracowana przez zespół Habakuk oparta była na melodii utworu Boba Marleya Get Up, Stand Up.

## Lista utworów
| 1.  | „Arka Noego”                                                                           | 4:17  |
|     | - muzyka: Przemysław Gintrowski - słowa: Jacek Kaczmarski 1980                         |       |
| 2.  | „Niech...”                                                                             | 4:25  |
|     | - muzyka : Wojciech Turbiarz, Marek Makles - słowa: Jacek Kaczmarski, 1995             |       |
| 3.  | „Dylan”                                                                                | 3:19  |
|     | - muzyka: Bob Dylan - słowa: Jacek Kaczmarski, 1985                                    |       |
| 4.  | „Wędrówka z cieniem”                                                                   | 3:58  |
|     | - muzyka i słowa: Jacek Kaczmarski, 1977                                               |       |
| 5.  | „Pijak”                                                                                | 4:27  |
|     | - muzyka: Jacek Kaczmarski - słowa według J. Brela, tłumaczenie Jacek Kaczmarski, 1977 |       |
| 6.  | „Konfesjonał”                                                                          | 3:37  |
|     | - muzyka : Wojciech Turbiarz, Krzysztof Niedźwiecki - słowa: Jacek Kaczmarski, 1987    |       |
| 7.  | „Karmaniola”                                                                           | 3:08  |
|     | - muzyka: Zbigniew Łapiński - słowa: Jacek Kaczmarski, 1981                            |       |
| 8.  | „Antylitania na czasy przejściowe”                                                     | 4:16  |
|     | - muzyka : Wojciech Turbiarz, Marek Makles - słowa: Jacek Kaczmarski, 1992             |       |
| 9.  | „Krzyk”                                                                                | 4:05  |
|     | - muzyka i słowa: Jacek Kaczmarski, 1978                                               |       |
| 10. | „Źródło”                                                                               | 3:41  |
|     | - muzyka i słowa: Jacek Kaczmarski, 1978                                               |       |
| 11. | „Krajobraz po uczcie”                                                                  | 3:54  |
|     | - muzyka i słowa: Jacek Kaczmarski, 1977                                               |       |
| 12. | „Modlitwa o wschodzie słońca”                                                          | 9:19  |
|     | - muzyka: Przemysław Gintrowski - słowa: Natan Tenenbaum                               |       |
| 13. | „Mury”                                                                                 | 4:19  |
|     | - muzyka: Llach Grande - słowa: Jacek Kaczmarski, 1978                                 |       |
|     |                                                                                        | 56:45 |
|     |                                                                                        |       |

## Twórcy
Opracowanie: Habakuk w składzie
- Wojciech Turbiarz – wokal, gitara elektryczna, programowanie
- Krzysztof Niedźwiecki – gitara elektryczna, gitara akustyczna, wokal, programowanie
- Wojciech Cyndecki – gitara basowa
- Marek Makles – organy Hammonda, fortepian elektryczny, instrumenty klawiszowe, akordeon
- Jaromir Puszek – perkusja
- Adam Celiński – programowanie, harmonijka

Gościnnie:
- Piotr „Jackson” Wolski – instrumenty perkusyjne
- Muniek Staszczyk – wokal
- Ziut Gralak – trąbka, tuba
- Mateusz Pospieszalski – saksofon altowy, saksofon barytonowy, klarnet basowy, flet basowy
- Anna Witczak – wokal, akordeon
- Zuzia Iwańska – chórek
- Anna Mrożek – chórek
- Patrycja Kaczmarska – wokal
- Jurek Mercik – wokal
- Jarek Bester – akordeon

Realizacja nagrań, mix, produkcja – Adam Celiński (Studio Radioaktywni)

## Sprzedaż
| Oficjalna Lista Sprzedaży OLiS |    |    |    |    |    |    |    |    |    |    |
| Tydzień                        | 01 | 02 | 03 | 04 | 05 | 06 | 07 | 08 | 09 | 10 |
| Pozycja                        | 19 | 3  | 6  | 16 | 27 | 33 | 43 | –  | –  | –  |